# پاول کورتز
پاول کورتز (به انگلیسی: Paul Kurtz) (زاده ۲۱ دسامبر ۱۹۲۵ - مرگ ۲۰ اکتبر ۲۰۱۲) شک‌گرا و انسان‌گرای سکولار نامی آمریکایی بود. به او لقب «پدر انسان‌گرایی سکولار» داده شده‌است. او استاد امریتوس فلسفه در دانشگاه ایالتی نیویورک در بوفالو بود، و سابق بر آن در واسار، ترینیتی، کالج‌های یونیون و دانشکده پژوهش‌های اجتماعی تدریس کرده بود.
کورتز موسسه انتشاراتی پرومتئوس را در سال ۱۹۶۹ بنیان‌گذاری کرد. او همچنین بنیان‌گذار و رئیس کمیته تحقیق شک‌گرایانه، شورای انسان‌گرایی سکولار و مرکز جستار بود. او ویراستار و مدیر مجله تحقیق آزاد، منتشر شده در شورای انسان‌گرایی سکولار بود.
او از ۱۹۸۶ تا ۱۹۹۴ مدیر مشترک اتحادیه بین‌المللی اومانیستی و اخلاقی (IHEU) بود. او از همکاران انجمن پیشبرد علوم آمریکا، رئیس آکادمی جهانی انسان‌گرایی و عضو افتخاری خردگرا جهانی بود. به عنوان عضوی از انجمن انسان‌گرای آمریکایی او در نوشتن مانیفست اومانیست II همکاری داشت. او همچنین از ۱۹۶۷ تا ۱۹۷۸ ویراستار مجله The Humanist بود.
کورتز بیش از ۸۰۰ مقاله و دوره نوشته‌است و بیش از ۵۰ کتاب نوشته و ویراستاری کرده‌است. برخی از کتاب‌های او به بیش از ۶۰ زبان ترجمه شده‌اند.